# Iglesia de Santa Catalina (Vilna)
La iglesia de Santa Catalina (en lituano: Šv. Kotrynos bažnyčia) es un edificio religioso católico que localizado en Vilna, Lituania.

## Historia
En 1618, el gran atamán de Lituania, Jan Karol Chodkiewicz, inició la construcción de una pequeña iglesia para las monjas benedictinas de Vilna. Fue consagrada en 1632. En la década de 1660, durante la guerra ruso-polaca (1654-1667), la iglesia fue incendiada, reconstruida en 1670-94 (nueva fachada principal con torres más bajas) y consagrada en 1703. Sin embargo, el Gran Incendio de Vilna de 1737 no perdonó a la iglesia benedictina ni al monasterio. Después del incendio, la reconstrucción de la iglesia estuvo a cargo del arquitecto Johann Christoph Glaubitz, contratado por la superiora del monasterio, Joana Sibilė Reitenovaitė. Él diseñó el aspecto actual de la iglesia: se elevaron las torres (hasta 5 pisos), se construyeron frontones ornamentados, se rehizo el techo abovedado y se reconstruyó la capilla. Entre 1752 y 1753, el altar y la capilla fueron decorados por los artistas J. Herdegen, J. Woszczyński, John y Joseph Hedel. En 1759, 15 pinturas de Szymon Czechowicz fueron traídas desde Cracovia a la iglesia de Santa Catalina y al monasterio benedictino (las pinturas supervivientes se encuentran en el Museo Nacional de Arte de Lituania). 
La iglesia sufrió graves daños en 1812 durante la invasión napoleónica de Rusia y más tarde durante la Segunda Guerra Mundial, perdiéndose muchas obras de arte valiosas. En 1945, las monjas restantes fueron deportadas por las autoridades soviéticas y se instaló un almacén en la iglesia, que más tarde fue transferido al Museo de Arte de Vilna. Después de que Lituania recuperó la independencia, la iglesia ha estado en restauración y se ha adaptado para actividades culturales y desde 2002 fue devuelta a la curia de la Arquidiócesis de Vilna.

## Arquitectura
La iglesia es de estilo barroco, de una sola nave, con una capilla barroca de la Divina Providencia en la esquina suroeste. La fachada principal, las torres y los frontones tienen ornamentación rococó. En el interior hay 9 altares de estilo barroco tardío con decoración escultórica rococó del siglo XVIII, un púlpito y un baptisterio con esculturas y altorrelieves barrocos y rococó, y una placa conmemorativa a J. y E. Valavičius (1769).

## Galería

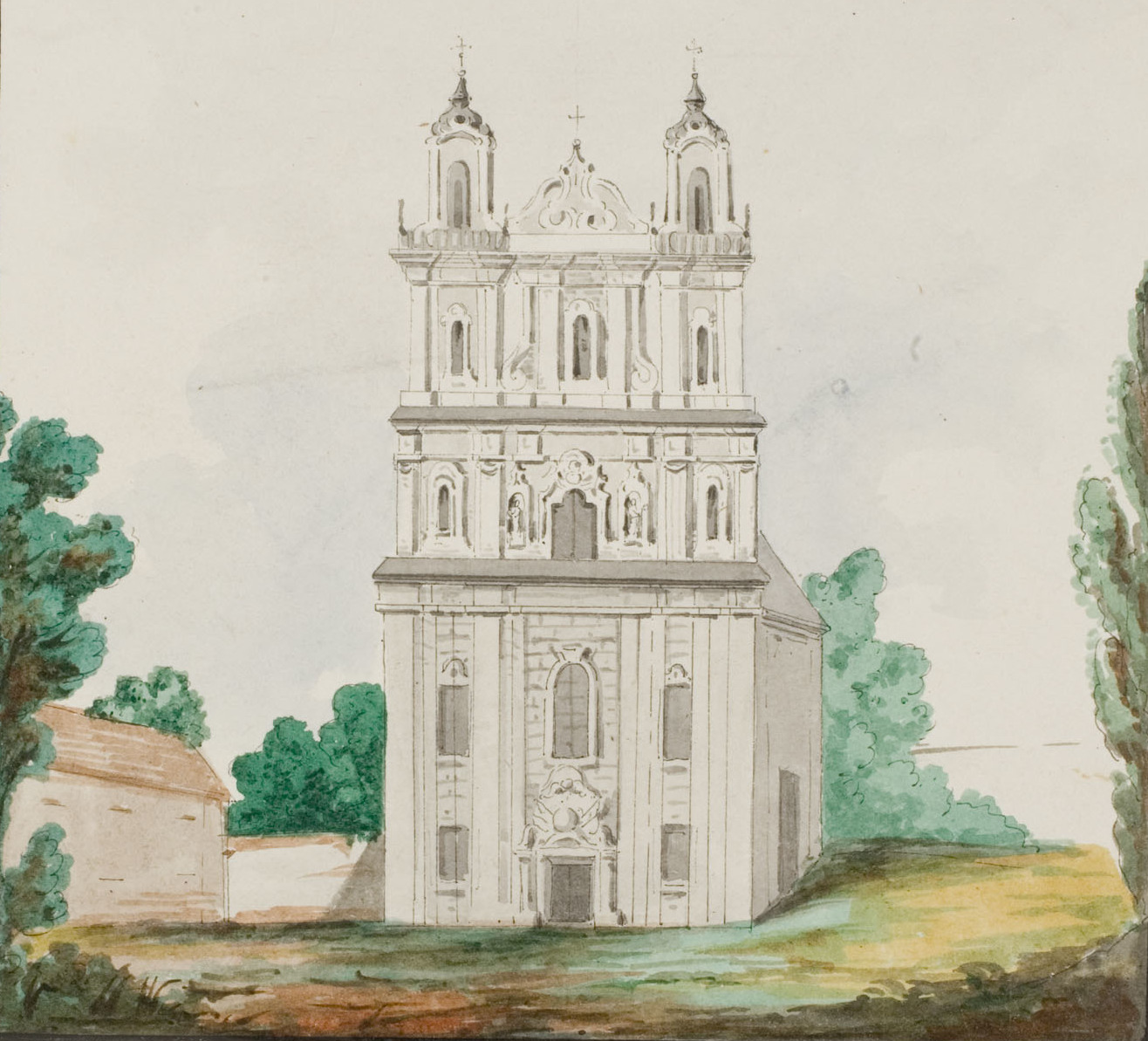
Iglesia en 1835
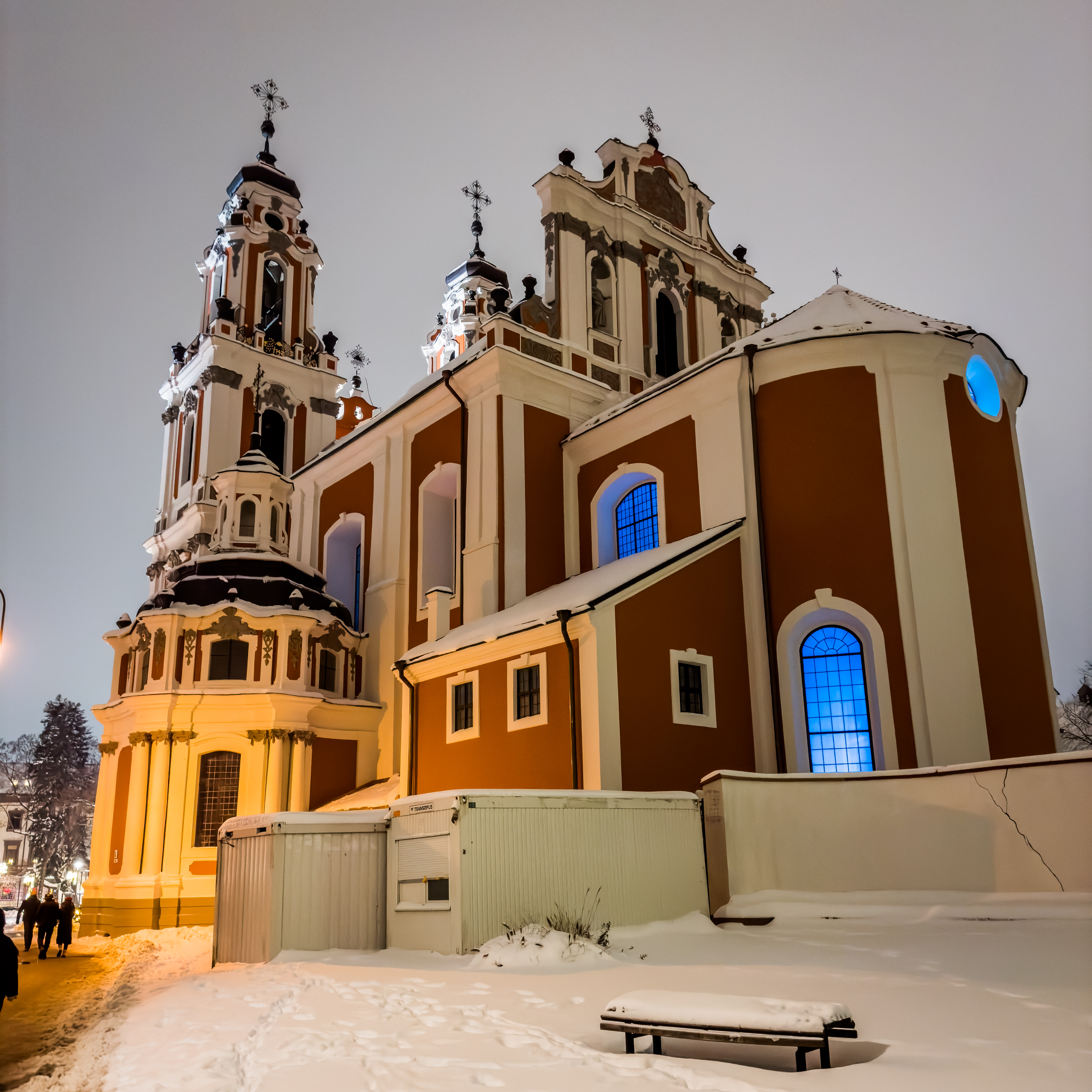
Parte trasera
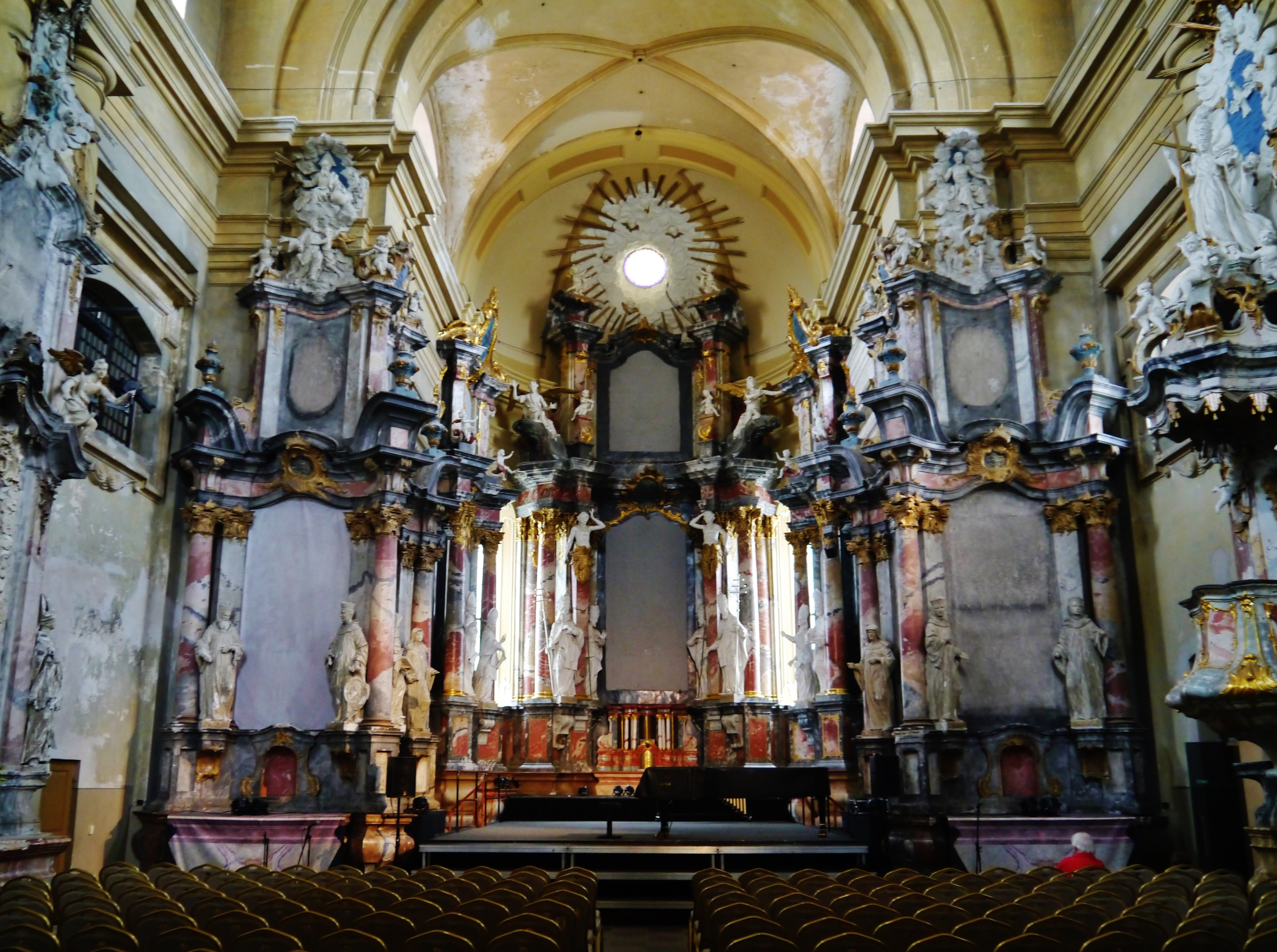
Altar principal